# Charles Frey (Politiker)

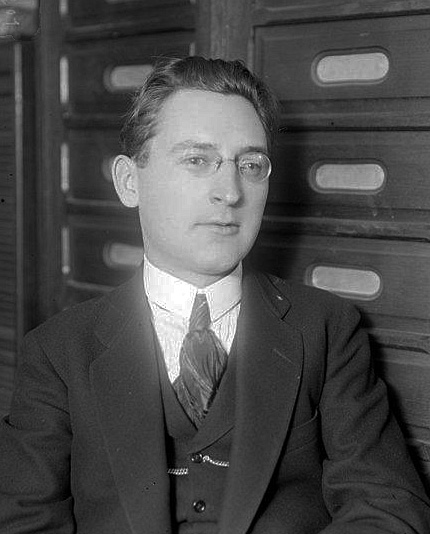
Charles Frey

Charles Frey (* 26. Februar 1888 in Straßburg; † 14. Oktober 1955 ebenda) war ein französischer (elsässischer) Politiker und Journalist, der zweimal (1935–1940 und 1945–1955) Bürgermeister von Straßburg war.

## Leben
Der Journalist, Gründer und Herausgeber des Nouveau journal wurde nach dem Ersten Weltkrieg Mitglied der liberalen Parti républicain démocratique und deren Vorsitzender im Elsass. Für diese Gruppierung wurde er vier Mal hintereinander als Abgeordneter des Département Bas-Rhin in die Nationalversammlung gewählt (1919–1936).
Im Jahr 1935 kandidierte er bei den Kommunalwahlen für das Amt des Bürgermeisters. Dieses Amt hatte seit 1929 der ehemalige Kommunist Charles Hueber ausgeübt, der aufgrund der breiten Unzufriedenheit mit der neuen französischen Herrschaft, insbesondere der ausschließlichen Verwendung der französischen Sprache an der Spitze einer heterogenen Allianz von ehemaligen Kommunisten und Christdemokraten (cléricaux) ins Amt gekommen war, die der Wunsch nach einer Autonomie für das Elsass einte. Aufgrund der zunehmenden Sympathien Huebers für einen Anschluss an Deutschland und für die Ideologie des Nationalsozialismus wandten sich die einflussreichen Christdemokraten der Union populaire républicaine unter Michel Walter von ihm ab und unterstützten die Kandidatur von Frey gemeinsam mit verschiedenen anderen Oppositionsparteien an, die sich den Ideen der französischen Republik vertreten fühlten. Diese errangen 20 Sitze gegenüber 16 für die bisherige Stadtregierung und Frey wurde zum Bürgermeister gewählt. Eine seiner Amtshandlungen war es, die französische Trikolore wieder auf dem Rathaus zu hissen, die sein Vorgänger dort hatte entfernen lassen. Im September 1939 leitete er aufgrund des Ausbruchs des Zweiten Weltkrieges die Evakuierung der Stadt, blieb aber selbst bis zum Einmarsch der Wehrmacht dort. Während des Krieges und der Besatzung lebte er in Périgueux, wo er der inoffizielle „Bürgermeister der Flüchtlinge“ (maire des refugiés) war.
Nach der Befreiung Straßburg kehrte er 1944 dorthin zurück und wurde 1945 erneut zum Bürgermeister gewählt, 1947 wurde er als Kandidat des gaullistischen Rassemblement du peuple français gegen den Christdemokraten Pierre Pflimlin wiedergewählt. Er blieb bis zu seinem Tod 1955 im Amt und leitete den Wiederaufbau der teilweise kriegszerstörten Stadt. Charles Frey liegt auf Friedhof Cimetière Saint-Gall in Strasbourg-Koenigshoffen begraben (Sektion 4-4-2). Ein Teil der Uferpromenade an der Ill heißt heute quai Charles Frey, ebenso tragen eine Jugendherberge und eine Schule seinen Namen.
Frey war Kommandeur der Ehrenlegion.